# Micropholcus brazlandia
Espèce
Synonymes
- Leptopholcus brazlandia Huber, Pérez & Baptista, 2005

Micropholcus brazlandia est une espèce d'araignées aranéomorphes de la famille des Pholcidae.

## Distribution
Cette espèce est endémique du District fédéral au Brésil,.

## Description
Le mâle holotype mesure 2,8 mm.

## Étymologie
Son nom d'espèce lui a été donné en référence au lieu de sa découverte, Brazlândia.

## Publication originale
- Huber, Pérez & Baptista, 2005 : Leptopholcus (Araneae: Pholcidae) in continental America: rare relicts in low precipitation areas. Bonner zoologische Beiträge, vol. 53, p. 99-107.